# Verbena alata
Verbena alata — вид трав'янистих рослин родини Вербенові (Verbenaceae), поширений на півдні Бразилії та в Уругваї.

## Поширення
Поширений на півдні Бразилії та в Уругваї.